# Ліей
Ліей (грец. Λυαιος, лат. Lyaeus) — епітет Діоніса, який зустрічається передусім у поетів і вказує на те, що Діоніс звільняв від турбот і давав радість (Lyaeus, laetitiae dator).